# MSN Explorer
MSN Explorer − przeglądarka internetowa firmy Microsoft integrująca w sobie usługi MSN i Windows Live takich jak Windows Live Hotmail i Windows Live Messenger. Aby korzystać z tych usług, wymagany jest Windows Live ID.

## Cechy
- Ulubione
- Windows Live Hotmail
- Kalendarz
- Windows Live Address Book
- Windows Live Messenger
- MSN Photos
- Windows Live Spaces
- MSN Encarta
- MSN Entertainment
- MSN Money
- MSN Shopping
- MSN Parental Controls
- Menadżer pobierania
- Windows Live Search